# 글레이송 가르시아 지 올리베이라
글레이송 가르시아 지 올리베이라(포르투갈어: Gleyson García de Oliveira, 1996년 11월 19일~)는 브라질의 축구 선수이다.

## 참고 문헌
- “글레이송 가르시아 지 올리베이라”. 《트랜스퍼마켓》.
- “글레이송 가르시아 지 올리베이라”. 《경남 FC》. 경남도민프로축구단.